# Axinodon symmetros
Axinodon symmetros är en musselart som först beskrevs av John Gwyn Jeffreys 1876.  Axinodon symmetros ingår i släktet Axinodon och familjen Thyasiridae. Inga underarter finns listade i Catalogue of Life.